# Барлоу, Амвросий Эдвард

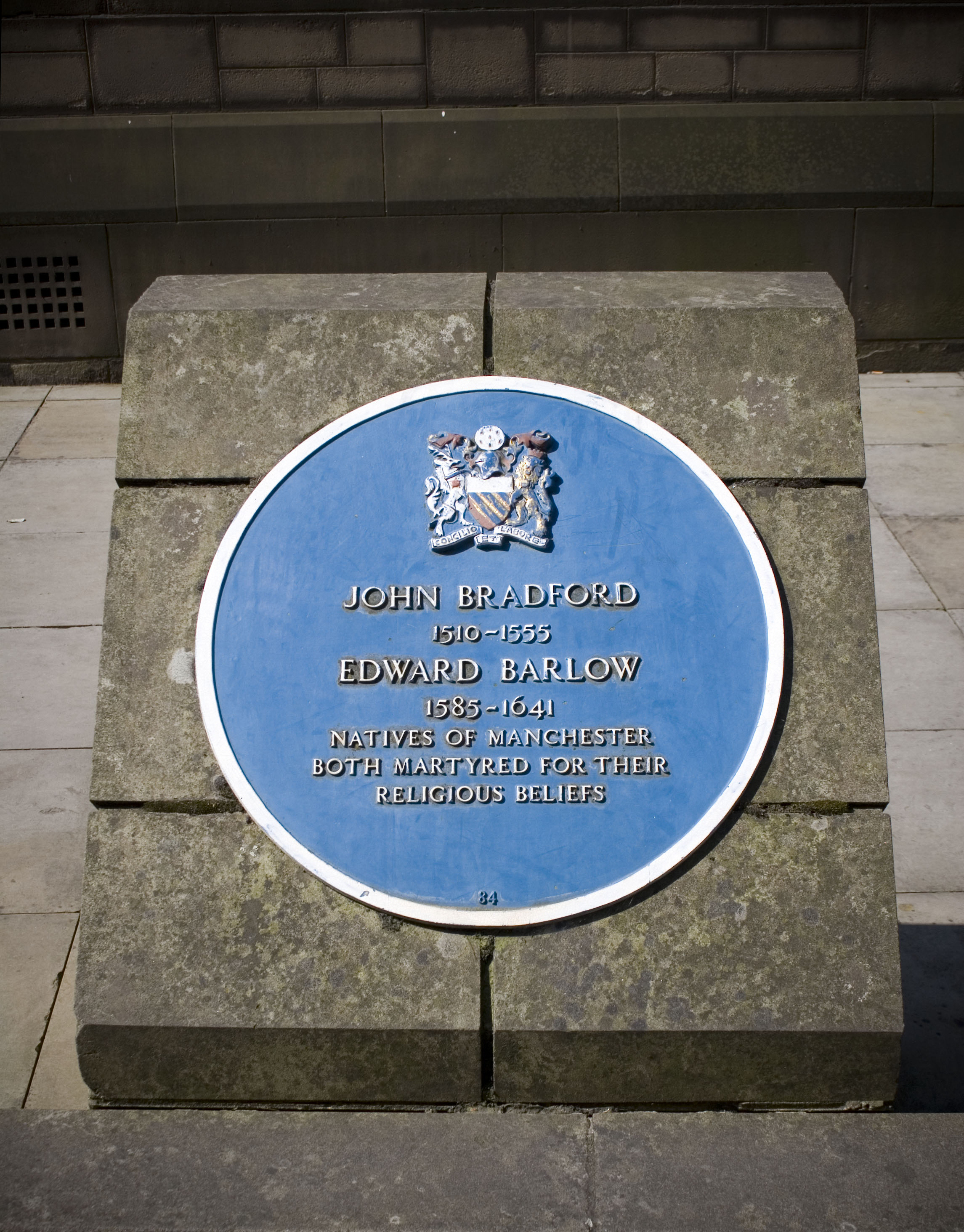
Мемориальная табличка, Манчестерский собор, Манчестер, Англия

Амвро́сий Э́двард Барло́у  (англ. Ambrose Edward Barlow OSB, около 1585, Барлоу-Холл, Королевство Англия — 10 сентября 1641, Ланкастер, Королевство Англия) — святой Римско-Католической Церкви, священник из монашеского ордена бенедиктинцев, мученик, принявший смерть во время английской Реформации.

## Биография
Эдвард Барлоу родился в 1585 году в Барлоу-Холл в семье английского аристократа сэра Александра Барлоу. Во время борьбы с католицизмом в Англии семья Эдварда Барлоу перешла в англиканскую церковь. Дед Эдварда Барлоу умер в 1584 году в тюрьме за свою приверженность католицизму и согласно английским законам его сын Александр Барлоу получил только треть наследства. 30 ноября 1585 года Эдвард Барлоу был крещён в англиканской церкви и впоследствии придерживался англиканства до 1607 года, когда перешёл в католицизм.
С 1597 года Эдвард Барлой воспитывался родственником. После посещения французского города Дуэ Эдвард Барлой решил стать католическим священником, после чего поступил в королевский колледж святого Григория в городе Валладолид, Испания, где в 1607 году перешёл в католицизм. В 1615 году он поступил в монашеский орден бенедиктинцев, приняв имя Амвросий и в 1617 году был рукоположён в священника.
После своего рукоположения Амвросий Эдвард Барлоу вернулся в Англию и остановился для проживания в Астли (ныне — Манчестер) в доме сэра Томаса Тилдсли. Бабушка сэра Томаса Тилдсли устроила для Амвросия Эдварда Барлой государственную пенсию, чтобы тот мог исполнять свои пастырские обязанности в местном католическом приходе в подпольных условиях.
7 марта 1641 года английский король Карл I издал закон, предписывавший всем католическим священникам покинуть территорию Англии в течение одного месяца. Нарушившие этот закон объявлялись государственными преступниками и приговаривались к длительному тюремному заключению или смертной казни. Прихожане Амвросия Эдварда Барлоу просили его покинуть Англию или уйти в полное подполье. Из-за переживаний у Амвросия Эдварда Барлоу случился инсульт и 56-летний священник стал частично парализованным.
26 апреля 1641 года Амвросий Эдвард Барлой проводил пасхальное богослужение вместе со своими прихожанами, во время которого он был арестован и заключён в тюрьму в замке Ланкастер. 7 сентября 1641 года состоялся суд и Амвросия Эдварда Барлоу приговорили к смертной казни. Через три дня его казнили четвертованием, сварив расчленённое тело в масле. Его голова была выставлена на всеобщее обозрение.

## Прославление
Амвросий Эдвард Барлоу был беатифицирован 15 декабря 1929 года Римским папой Пием XI и канонизирован 25 декабря 1970 года Римским папой Павлом VI в группе 40 английских и уэльских мучеников.

## Источник
- Gillow, Joseph, Bibliographical Dictionary of English Catholics. London, 1885
- Rhodes, W. E. (ed.), The Apostolical Life of Ambrose Barlow Manchester: Chetham Society, 1909